# Ma Alalta
Ma Alalta är en vulkan i Etiopien. Den ligger i den norra delen av landet, 500 km norr om huvudstaden Addis Abeba. Toppen på Ma Alalta är 1 815 meter över havet, eller 1 051 meter över den omgivande terrängen. Bredden vid basen är 18,0 km. Ma Alalta ingår i Mahalta.
Terrängen runt Ma Alalta är huvudsakligen kuperad, men österut är den bergig. Ma Alalta är den högsta punkten i trakten. Runt Ma Alalta är det ganska glesbefolkat, med 35 invånare per kvadratkilometer. Det finns inga samhällen i närheten. Omgivningarna runt Ma Alalta är i huvudsak ett öppet busklandskap.